# Tajfun Tembin
Tembin byla ničivá tropická cyklóna, která ve druhé polovině prosince 2017 zasáhla filipínský ostrov Mindanao. Bouře na jihu Filipín způsobila záplavy, sesuvy půdy, poruchy dodávek elektřiny a smrt více než 240 lidí. Je tak nejsmrtelnější tropickou cyklónou v Tichém oceánu v roce 2017. Většina obětí pochází z provincií Lanao del Norte a Zamboanga del Norte. Ve městě Piagapo zničila povodeň kolem 40 domů a zabila 10 lidí. Povodně také zničily vesnici Dalama, ve které je potvrzeno 19 mrtvých. Kvůli bouři muselo více než 75 tisíc lidí opustit svoje domovy. U severu Filipín kvůli bouři pravděpodobně ztroskotala loď, na jejíž palubě bylo 257 lidí, z nichž 252 bylo zachráněno a 5 zahynulo. Poté, co bouře opustila Filipíny, začala směřovat na jih Vietnamu a dosáhla síly tajfunu. Z oblasti jižního Vietnamu byly evakuovány statisíce lidí. Během své cesty Jihočínským mořem zasáhl tajfun také Spratlyovy ostrovy, ale Vietnam zasáhl pouze jako tropická deprese.